# جابر الجوخدار
جابر الجوخدار، (ولد 23 أغسطس 1982) ممثل سوري.

## سيرته
وُلد جابر بن جميل بن برهان الدين الجوخدار في الكويت، يوم الاثنين 4 ذي القَعْدة 1402هـ الموافق 23 أغسطس 1982م، ونشأ فيها. 
بعد حصوله على شهادة الثانوية العامَّة سجل في المعهد العالي للفنون المسرحية بالكويت قسم تمثيل وإخراج، ودرس فيه سنة واحدة، ثم عاد للإقامة في دمشق، ودرس في المعهد العالي للفنون المسرحية فيها، وحصل على شهادته عام 2005، وكان من المتفوّقين.
وُلد لأسرة فنية، فوالده جميل الجوخدار، وعمُّه محمد سعيد الجوخدار (مخرج مسرحي) عملا في حقل الدراما في وقت مبكِّر من مسيرتهما، إلى جانب إصرار والديه على تعلم أبنائهم العزف على آلة موسيقية واحدة على الأقل، وقد اختار جابر تعلم العزف على الغيتار إضافة إلى البيانو وآلات أُخرى.
شارك في أيام دراسته بعددٍ من دورات العمل المختصَّة بمفهوم المسرح التوثيقي في الدنمارك، وفي واشنطن العاصمة ولوس أنجلوس وسان فرنسيسكو في أمريكا.

## مسيرته الفنية
بدأ مسيرته الفنية بظهوره في العديد من المسلسلات التلفازية في بداية عقد الألفين، ظهر في أول مرة سنة 2003 في مسلسل ذكريات الزمن القادم بدور ماجد، بإدارة المخرج هيثم حقي، ومنذ ذلك الحين توالت مشاركاته في العديد من الأعمال التي أكسبته شهرةً سورية وعربية.

## أعماله

### في التلفزة[3]
- ذكريات الزمن القادم 2003 بدور ماجد
- التغريبة الفلسطينية 2004 بدور ماهر
- رجال ونساء 2005 بدور سمير
- فجر آخر 2007
- ظل امرأة 2007
- ممرات ضيقة 2007 بدور حسام
- الحصرم الشامي الجزء الأول 2007 بدور قاعود آغا
- ليس سراباٌ 2008 بدور أنور
- زهرة النرجس 2008 بدور سليم
- صراع على الرمال 2008 بدور سالم
- حارة ع الهوا 2008 بدور خالد
- عندما تتمرد الأخلاق 2008 بدور وسيم
- طريق النحل 2009 بدور تحسين
- هي دنيتنا 2010
- أبو خليل القباني 2010 بدور خالد آغا
- رايات الحق 2010 بدور الصحابي أنس بن مالك
- صبايا 2010
- ملح الحياة 2011 بدور وهيب
- مسلسل عمر 2012 بدور الصحابي عبد الله بن مسعود
- تحت سماء الوطن 2013
- حدث في دمشق 2013
- سنعود بعد قليل 2013 بدور يوسف دنيا
- غدا نلتقي 2015 بدور غيفارا
- شهر زمان 2015 بدور جابر
- هارون الرشيد 2018 بدور الليث
- الندم 2016 بدور هشام
- كوما بدور سمهر
- قسمة وحب بدور نزيه
- ورد أسود 2019 بدور التوأم (ورد / رواد)
- المنصة 2020 (الموسمين الأول والثالث)
- الوسم (الموسمين الأول والتاني)
- البقعة السوداء 2020
- الزند ذئب العاصي 2023 بدور اليوزباشي الآغا محمود
- أغمض عينيك 2024 بدور يامن

### في المسرح[4]
- شجرة ليرا 2003
- AB- آيه بي سلبي 2004
- وعكة عابرة 2005
- غني وثلاث فقراء 2005 من تأليف جان لويس غاليفرت، ترجمة الدكتورة ماري إلياس وإخراج مانويل جيجي.
- عرض التخرج حلم ليلة منتصف الصيف ل وليم شكسبير
- صيد الفئران 2006 من تأليف بيتر توريني وإخراج د. عبد القادر منلا.
- النفق 2006
- شوكولا 2008 تأليف واخرج رغدا الشعراني
- تيامو 2009
- لحظة 2010
- بيت الدمية 2012
- زجاج 2016 عن نص الحيوانات الزجاجية

### في السينما
- الفيلم الروائي الطويل «دمشق يا بسمة حزن» 2005
- الفيلم الروائي الطويل «رقصة النسر» 2007
- فيلم قصير «وايضا الأب»
- فيلم قصير «8 ملم ديجيتال»
- فيلم قصير «جحيم الأرض»
- الفيلم اللبناني السوري «محبس» 2016، الذي افتتح عالميا في مهرجان دبي السينمائي الدولي 2016
- الفيلم الروائي الطويل «سوريون» (2016)
- الفيلم الروائي الطويل «الأب» (2017)
- الفيلم الفرنسي القصير «شهود» (2016) Témoins، الذي حاز على جائزة أفضل فيلم في مهرجان السينما الأوروبية للأفلام القصيرة
- فيلم الخيال العلمي «إن بارادوكس» (2019)
- الفيلم الروائي الطويل «درب السماء» (2019)
- فيلم قصير «الرحلة» بدور سند (2024)

### الدبلجة
- 2012 - 2013: المسلسل التركي على مر الزمان - دبلجة صوت الممثل أراس بولوط إينيملي (شخصية مجد اكارسو) الموسم الأول والثاني.
- 2013: المسلسل التركي ويبقى الأمل - دبلجة صوت الممثل شكرو اوزيلديز بدور وسام.
- 2014: المسلسل الباكستاني "حب وندم" قام بدبلجة صوت الممثل عمران عباس بدور رحمان.
- المسلسل التركي أسرار البنات
- الفيلم الهندي جوش باي 2
- عدد من أفلام الممثل الهندي رانبير كابور وبدوره

## جوائزه
- جائزة أفضل عمل مسرحي متكامل عن مسرحية شوكولا، بمهرجان القاهرة التجريبي، سنة 2007.[5]
- جائزة أفضل فيلم بمهرجان السينما الأوروبية للأفلام القصيرة، عن الفيلم الفرنسي Témoins بطولة مشتركة والنجمة الفرنسية فيرجيني لودويان.[6]
- جائزة الجمهور بمهرجان مالمو للسينما العربية بالسويد عن فيلم محبس، سنة 2017.[7]
- مهرجان الجزائر الدولي للسينما

## حياته الشخصية
في الشهر السادس من عام 2022، أعلن جابر الجوخدار زواجه بابنة خاله نانسي، في منشور له على إنستغرام، وقد رُزقا ولدًا اسمه جميل. وكان جابر جوخدار سبق أن تزوَّج عام 2012 لكن الزواج انتهى بالانفصال.